# Kaurastensuo-Kantosuo
Kaurastensuo-Kantosuo este o arie protejată (arie specială de conservare — SAC, sit de importanță comunitară — SCI) din Finlanda întinsă pe o suprafață de 77 ha, integral pe uscat.

## Localizare
Centrul sitului Kaurastensuo-Kantosuo este situat la coordonatele 61°01′53″N 24°59′00″E / 61.0314°N 24.9833°E.

## Înființare
Situl Kaurastensuo-Kantosuo a fost declarat sit de importanță comunitară în august 1998 pentru a proteja un număr necunoscut de specii din flora spontană și fauna sălbatică aflate în arealul zonei. Situl a fost protejat și ca arie specială de conservare în aprilie 2015.

## Biodiversitate
Situată în ecoregiunea boreală, aria protejată conține 3 habitate naturale: Turbării active, Taiga vestică, Mlaștini împădurite.
La baza desemnării sitului se află un număr nedeclarat de specii protejate.
Pe lângă speciile protejate, pe teritoriul sitului au mai fost identificate 1 specie de păsări.